# Komentiolos
Komentiolos (altgriechisch Κομεντίολος, lateinisch Comentiolus oder Comenciolus; † 602) war ein oströmischer General in der ausgehenden Spätantike. Komentiolos gehörte neben Priskos und Petros zu den drei Feldherren, die während der Balkanfeldzüge des Maurikios als Heerführer operierten.

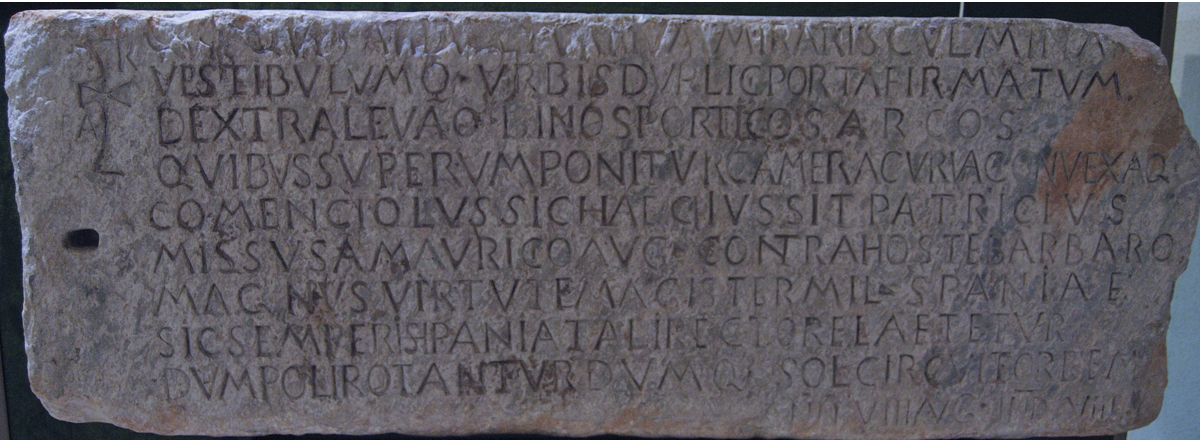
Komentiolos (Comenciolus) ist als magister militum Spaniae und patricius auf dieser 589 gesetzten lateinischen Steininschrift (ILS 835) aus Cartagena bezeugt.

## Leben
Über die frühen Jahre des Komentiolos ist fast nichts bekannt, außer dass er aus Thrakien stammte. Er nahm im Jahr 583 an einer Delegation des Kaisers Maurikios zum Awarenkhagan Baian teil. Als im folgenden Jahr ein Waffenstillstand mit den Awaren zustande kam, wurde Komentiolos beauftragt, einen Feldzug gegen die Slawen in Thrakien zu unternehmen. Er besiegte ein slawisches Aufgebot am Fluss Erginia und ging 585 – diesmal im Range eines magister militum – erneut gegen sie vor.
586 wurde er zum Oberbefehlshaber im Krieg gegen die Awaren ernannt, nachdem diese den Waffenstillstand gebrochen hatten. Dabei scheiterte ein Versuch, den Awarenkhagan gefangen zu nehmen. 589 ist er als magister militum Spaniae in Hispanien bezeugt, wo er laut Ausweis einer Inschrift aus Cartagena (ILS 835) gegen "barbarische Feinde" kämpfte; die Oströmer hielten seit 552 einen als Provinz Spania bezeichneten Landstrich im Süden des Westgotenreichs besetzt. Spätestens 589 wurde Komentiolos mit dem hohen Würdentitel eines patricius ausgezeichnet. 
Noch 589 wurde ihm, der sich in Spanien offenbar bewährt hatte, als Nachfolger des Philippikos das Oberkommando an der Ostfront im Kampf gegen die Sassaniden übertragen (→ Römisch-Persische Kriege). Die Perser wurden bei Nisibis besiegt, während um die Stadt Martyropolis ein Belagerungsring errichtet wurde. 590 nahm er den persischen Großkönig Chosrau II. in Empfang, der vor dem Usurpator Bahram Tschobin geflohen war und Zuflucht im oströmischen Reich gesucht hatte. Maurikios sagte ihm seine Unterstützung zu. Komentiolos nahm an dem erfolgreich verlaufenden Feldzug gegen Ktesiphon teil. Chosrau II. bestieg wieder den Thron und die Oströmer wurden mit Gebietsabtretungen belohnt. Während der verbliebenen Regierungszeit des Maurikios herrschte im Osten Frieden; nach dessen Sturz brach jedoch der letzte und größte Krieg zwischen Ostrom und Persien aus.
598 und 599 führte Komentiolos mit wechselndem Erfolg Krieg gegen die Awaren. Als 602 ein Aufstand unter den Truppen an der Donau ausbrach und die unzufriedenen Soldaten den Heerführer Phokas zum Kaiser ausriefen, flüchtete Maurikios vor seinen Truppen nach Konstantinopel und beauftragte Komentiolos mit der Verteidigung. Dennoch gelang es Phokas, die Macht zu übernehmen. Maurikios und seine gesamte Familie wurde in einem regelrechten Blutbad ermordet. Infolge der anschließenden „Säuberung“ wurde auch Komentiolos, der offenbar loyal zum Kaiser gestanden hatte, hingerichtet.